# Dendryphantes lepidus
Dendryphantes lepidus är en spindelart som först beskrevs av Peckham, Peckham 1901.  Dendryphantes lepidus ingår i släktet Dendryphantes och familjen hoppspindlar. Inga underarter finns listade i Catalogue of Life.